# Българистика
Българистика е научноизследователска област, акцентираща основно върху българския език (вкл. неговата история, старобългарски език и т.н.), българската литература и обхващаща още по-разширено българската култура (вкл. етнография, фолклор), дори историята на българите и България.
Това наименование се използва в чужбина за изследвания от чужденци или предназначени за чужденци извън страната.
Специалистите по българистика се наричат българисти. В разговорния език терминът се използва предимно за езиковеди по български език, а разширено – за специалисти по българска филология, чуждестранни изследователи на българската култура и история и за чужденци, професионално използващи българския език (и познаващи тази област) като преводачи и дипломати.

## Изявени българисти
- Джузепе дел Агата
- Барбара Байер
- Винцент Бланар
- Ян Бодолак
- Владимир Вавржинек
- Синтия Вакарелийска
- Юрий Венелин
- Мари Врина
- Войчех Галонзка
- Чарлз Грибъл
- Хеле Далгор
- Енрико Дамиани
- Тереса Домбек-Виргова
- Александер Зицман
- Валерия Йегер
- Яния Йерков
- Ян Кошка
- Ото Кронщайнер
- Йоуко Линдстет
- Хайнц Миклас
- Чарлз Мозер
- Любомира Парпулова-Грибъл
- Ренато Поджоли
- Виера Прокешова
- Норберт Рандов
- Бранко Ристич
- Ян Рихлик
- Дьорд Сонди
- Габи Тиман
- Андреас Третнер
- Зденек Урбан
- Геза Фехер
- Густав Хайнзе
- Майкъл Холман
- Дануше Хронкова
- Гражина Шват-Гълъбова
- Целина Юда
- Петер Юхас